# SD Worx/Saison 2022
Diese Liste beschreibt die Mannschaft und die Siege des Radsportteams SD Worx in der Saison 2022.

## Mannschaft
| Teamkader 2022              | Teamkader 2022     | Teamkader 2022         | Teamkader 2022                    |
| Name                        | Geburtsdatum       | Land                   | Vorheriges Team                   |
| --------------------------- | ------------------ | ---------------------- | --------------------------------- |
| Elena Cecchini              | 25. Mai 1992       | Italien                | Canyon-SRAM Racing (2020)         |
| Niamh Fisher-Black          | 12. August 2000    | Neuseeland             | Équipe Paule Ka (2020)            |
| Roxane Fournier             | 7. November 1991   | Frankreich             | Chevalmeire (2020)                |
| Lotte Kopecky               | 10. November 1995  | Belgien                | Liv Racing (2021)                 |
| Christine Majerus           | 25. Februar 1987   | Luxemburg              | Sengers (2013)                    |
| Ashleigh Moolman            | 9. Dezember 1985   | Südarfika              | CCC-Liv (2020)                    |
| Amy Pieters                 | 1. Juni 1991       | Niederlande            | Wiggle High5 (2016)               |
| Marlen Reusser              | 20. September 1991 | Schweiz                | Alé BTC Ljubljana (2021)          |
| Anna Shackley               | 17. Mai 2001       | Vereinigtes Königreich | Breeze (2020)                     |
| Lonneke Uneken              | 2. März 2000       | Niederlande            | Hitec Products-Birk Sport (2019)  |
| Chantal van den Broek-Blaak | 22. Oktober 1989   | Niederlande            | Specialized-Lululemon (2014)      |
| Kata Blanka Vas             | 3. September 2001  | Ungarn                 | Doltcini-Van Eyck-Proximus (2021) |
| Demi Vollering              | 15. November 1996  | Niederlande            | Parkhotel Valkenburg (2020)       |
|                             |                    |                        |                                   |
| Quelle: ProCyclingStats     |                    |                        |                                   |

## Siege
| Siege    | Siege                                                    | Siege       | Siege  | Siege             | Siege |
| Datum    | Rennen                                                   | Staat       | Klasse | Siegerin          |       |
| -------- | -------------------------------------------------------- | ----------- | ------ | ----------------- | ----- |
| 4. Mär.  | Healthy Ageing Tour, 2. Etappe                           | Niederlande | 2.1    | Lonneke Uneken    |       |
| 5. Mär.  | Strade Bianche                                           | Italien     | 1.WWT  | Lotte Kopecky     |       |
| 3. Apr.  | Flandern-Rundfahrt                                       | Belgien     | 1.WWT  | Lotte Kopecky     |       |
| 13. Apr. | Brabantse Pijl Women                                     | Belgien     | 1.Pro  | Demi Vollering    |       |
| 13. Mai  | Itzulia Women, 1. Etappe                                 | Spanien     | 2.WWT  | Demi Vollering    |       |
| 14. Mai  | Itzulia Women, 2. Etappe                                 | Spanien     | 2.WWT  | Demi Vollering    |       |
| 15. Mai  | Itzulia Women, Gesamtwertung                             | Spanien     | 2.WWT  | Demi Vollering    |       |
| 15. Mai  | Itzulia Women, 3. Etappe                                 | Spanien     | 2.WWT  | Demi Vollering    |       |
| 19. Mai  | Vuelta a Burgos Féminas, 1. Etappe                       | Spanien     | 2.WWT  | Lotte Kopecky     |       |
| 22. Mai  | Vuelta a Burgos Féminas, 4. Etappe                       | Spanien     | 2.WWT  | Demi Vollering    |       |
| 22. Jun. | Ungarische Meisterschaften, Einzelzeitfahren der Frauen  | Ungarn      | CN     | Kata Blanka Vas   |       |
| 23. Jun. | Belgische Meisterschaften, Einzelzeitfahren der Frauen   | Belgien     | CN     | Lotte Kopecky     |       |
| 24. Jun. | Ungarische Meisterschaften, Straßenrennen der Frauen     | Ungarn      | CN     | Kata Blanka Vas   |       |
| 24. Jun. | Luxemburger Meisterschaften, Einzelzeitfahren der Frauen | Luxemburg   | CN     | Christine Majerus |       |
| 26. Jun. | Luxemburger Meisterschaften, Straßenrennen der Frauen    | Luxemburg   | CN     | Christine Majerus |       |
| 27. Jul. | Tour de France Femmes, 4. Etappe                         | Frankreich  | 2.WWT  | Marlen Reusser    |       |
| 17. Aug. | European Road Cycling Championships - Women ITT          | Deutschland | CC     | Marlen Reusser    |       |
| 8. Okt.  | Tour de Romandie féminin, 2. Etappe                      | Schweiz     | 2.WWT  | Ashleigh Moolman  |       |
| 9. Okt.  | Tour de Romandie féminin, Gesamtwertung                  | Schweiz     | 2.WWT  | Ashleigh Moolman  |       |